# قوتادغو بیلیگ
قوتادغو بیلیگ نخستین اثر ترکی- اسلامی بدست آمده است که در سال ۴۶۲ ه‍. ق-۱۰۶۹م. در بلاساغون و کاشغر، از شهرهای آسیای میانه و از مراکز قلمرو قراخانیان (ایلک خانیان-آل افراسیاب) توسط یوسف خاص حاجب بلاساغونی سروده شده است و به قول آرمینیوس وامبری، «نخستین اثری است که به ما امکان می‌دهد که به وضع اجتماعی و اداری ترکان نظری بیندازیم» تألیف دیوان لغات الترک دیگر اثر ترکی-اسلامی در قلمرو قراخانیان اثر محمود کاشغری، دو سه سال پس از این کتاب پایان پذیرفته است و در هیچ‌یک اشاره‌ای به دیگری نشده است. این دو اثر به زبان ترکی خاقانی که زبان ادبی آسیای میانه و زبان دولتی قراخانیان بوده، نوشته شده‌اند.
واژهٔ قوتادغوبیلیگ در دوران مغول نیز وجود داشته که به مجموعه واژگان قصار منسوب به چنگیزخان گفته می‌شد که مانند یاسای چنگیزی به عنوان یک مأخذ قانون در امپراتوری مغول بدان استناد می‌شد. فرضیه‌ای ارائه شده است که بر اساس آن قوتادغو بیلیگ اویغوری یوسف بلاساغونی، دست‌کم در پدید آمدن عنوانش بر مغولان تأثیر نهاده است و در پدید آمدن قوتادغو بیلیگ چنگیزی نقش داشته (چه بسیاری از آثار مکتوب مغولی تحت تأثیر منابع اویغوری بوده‌اند) ولی از زمان انتشار اثر محمود کاشغری، دیگر تردیدی باقی نمانده که اتباع قراخانیان، خود را اویغور نمی‌دانستند (اگرچه از خط اویغوری استفاده می‌کرده‌اند) و زبانی که یوسف بلاساغونی بدان می‌نوشته، ترکی اویغوری نبوده است بلکه به زبان ترکی خاقانی بوده است. از طرفی دیگر غیرممکن به نظر می‌رسد که قوتادغوبیلیگ بغراخان، که روح اسلام به حد اعلای درجه در آن نفوذ کرده است، از طرف اویغورهایی که بودایی و مسیحی باقی مانده بودند، مورد قبول قرار گرفته باشد و بعد به نوبهٔ خود از طریق آنان بر مغولان هم اثر گذاشته باشد.

## محتوای اثر
این کتاب مشتمل بر ۶٬۶۴۵ بیت و در ۸۸ باب تنظیم گردیده است و معنی کتاب دانش سعادتبخش است. این کتاب در واقع در بردارندهٔ علم سیاست مدنی و تدبیر منزل، حکمت و علم قدیم است؛ چنان‌که بارتولد آن را با قابوسنامه و برخی دیگر با سیاست نامه قابل مقایسه دانسته‌اند. اشعار آن بر وزن عروضی است و بر وزن شاهنامهٔ فردوسی نوشته شده است. ولی در میانه‌های اشعار، اشعاری بر وزن هجایی که بایاتی نامیده می‌شوند نیز دارد. زبان اثر به رغم وجود پاره‌ای از لغات فارسی و عربی در آن، به‌طور کلی دارای ویژگی‌های ترکی خالص است و از ژانرهای مختلف ادبیات شفاهی و نیز مطالب بر گرفته از منابع عربی، فارسی، چینی و یونانی در آن استفاده شده است. کتاب پس از مقدمه که در ستایش پروردگار و نعت حضرت رسول و خلفا و بزرگداشت خاقان زمان و ذکر سبب تألیف آن، وارد متن اصلی می‌شود داستانی است بر اساس پرسش و پاسخ‌های میان چهار قهرمان اصلی و خیالی که هر کدام نمایندهٔ مفهومی مشخص هستند. این چهار شخصیت عبارت‌اند از:
1. گون توغدو: فرمانروا که نماینده و سخنگوی قانون و عدالت است.
2. آی توغدو: وزیر که نماینده و سخنگوی دولت و حکومت است.
3. اوگدولمیش: فرزند وزیر که سخنگوی عقل است.
4. اودگورموش: زاهدی که نمایندهٔ قناعت و انزواست.

داستان با مرگ طبیعی وزیر و فرزندش پایان می‌پذیرد اثر شاید از آن روی که سال‌های واپسین زندگی یوسف سروده شده است. مشحون از روحیهٔ ناامیدی است.

## نسخه‌های خطی
از این کتاب سه نسخهٔ اصلی موجود است. یکی از این سه نسخه به خط اویغوری بوده و در سال ۱۴۳۹م. در هرات استنساخ شده است. این نسخه در کتابخانهٔ ملی اتریش نگهداری می‌شود. دو نسخهٔ دیگر هر دو به خط عربی‌اند و تاریخ استنساخ ندارند؛ یکی در قاهره و دیگری در فرغانه کشف شده است. نسخهٔ وین ابتدا در سال ۱۸۲۸ معرفی شده و بعدها رادلوف و وامبری آن را به آلمانی ترجمه نمودند. نسخهٔ قاهره در سال ۱۸۹۶ توسط موریتس آلمانی کشف شد و معرفی گردید و نسخهٔ فرغانه که کامل‌ترین نسخه است، توسط ترک‌شناس و سیاستمدار شهیر تاتار، احمد زکی ولیدی طوغان در سال ۱۹۱۵ کشف و معرفی گردید.
باری با وجود اینکه نسخه‌های خطی کشف شده از این کتاب معدود است، با این همه این اثر در زمان خود از شهرت خاصی برخودار شده است. یکی از دلایل معروفیت این اثر، یافت گلدانی سفالین است که در سارایجیق، در مصب رود یائیق به دست آمده و بر روی آن نقش اشعاری از قوتادغوبیلیگ وجود دارد.